# 孙晋
孙晋（1980年3月13日—），女，中国乒乓球运动员。她在2000年悉尼奥林匹克运动会中，参加了女子乒乓球比赛，并获得女子乒乓球比赛双打银牌。